# Tata Steel
Tata Steel este cea mai mare companie siderurgică privată din India.
Compania este prezentă în 50 de țări cu circa 84.000 de angajați.
Producția estimată a companiei a fost de 27 milioane de tone în anul 2007.
În aprilie 2007, Tata Steel a achiziționat compania Corus Group, cel de-al doilea producător de oțel din Europa.